# Колларт, Ян
Ян Колларт, или Ханс Колларт Второй, (нидерл. Jan Collaert; 1561, Антверпен — 1628, Антверпен) — фламандский рисовальщик-орнаменталист и гравёр эпохи «Золотого века Нидерландов». Вместе со старшим братом Адрианом (1560—1618) работал в области орнаментальной гравюры и книжной иллюстрации.

## Биография
Ян Колларт был сыном Ханса Колларта Первого. Учился рисунку и гравированию офортом у отца и своего старшего брата Адриана, а также у Филиппа Галле и Геррита де Йоде. С 1582 по 1620 год был членом антверпенской Гильдии Святого Луки, в 1621 году стал деканом гильдии.
Ян Колларт рисовал и гравировал иллюстрации для антверпенского издательства Plantin Moretus, работал помощником у гравёра и издателя Филиппа Галле, на дочери которого Элизабет женился в 1590 году. Овдовев, он женился 17 января 1595 года на Элизабет Фиренс.
Братья Колларты часто работали совместно над одними и теми же гравюрами, кроме того они объединили свою мастерскую с мастерскими Филиппа Галле. Это создаёт значительные трудности при атрибуции их произведений.
Братья часто гравировали по рисункам Филиппа Галле, а также по оригиналам Мартена де Воса, в частности серии «Образы прославленных женщин Ветхого Завета» (Icones Illustrium Feminarum Veteris Testi), состоящей из двадцати гравюр и опубликованной в Антверпене Филиппом Галле. Ян Колларт гравировал, например, библейские сцены с Сарой, Ревеккой, Лией, Рахелью, Фамарью, Мириам, сестрой Аарона, Раав, Деборой, Иаилью….
В 1593 году Жером Надаль выпустил коллекцию из 153 гравюр под названием «Evangelicae Historiae Imagines», гравированную несколькими фламандскими граверами, одна из гравюр была подписана Яном Коллартом. Ян Колларт также участвовал в создании серии «Nova repertа» (Новый репертуар) — энциклопедии важнейших открытий того времени, изданной Галле около 1620—1630 годов по рисункам Яна ван дер Страта.
Во многих гравюрах Яна Колларта очевидны влияния мощной пластики произведений П. П. Рубенса. Колларт, как и его брат, создавал также образцы орнаментов с гротесками, маскаронами, бандельверками и другими мотивами, характерными для периода маньеризма французского искусства.

## Галерея
- Охота на зайцев с леопардами. Офорт из серии «Сцены охоты». Между 1594 и 1598
- Слоны помогают товарищу выбраться из капкана. Офорт из серии «Сцены охоты». Между 1594 и 1598
- Венера. По рисунку Яна ван дер Страта. После 1587. Офорт
- Провидение и Юстиция. По рисунку М. де Воса. Ок. 1580. Офорт
- Фортуна. Между 1576 и 1628. Офорт
- Титульный лист издания «Biblia Sacra». По рисунку П. П. Рубенса. Антверпен, 1634
- Tитульный лист издания «Новая риперта». По рисунку Яна ван дер Страта. Яна ван дер Страта. Офорт
- Изобретение дистилляции. «Новая риперта»
- Изобретение масляной краски. «Новая риперта»
- Не желай жены своего соседа. Из серии «Заповеди» под редакцией Филиппа Галле. По рисунку Мартена де Воса